# Gricourt
Gricourt település Franciaországban, Aisne megyében. Lakosainak száma 1000 fő (2022. január 1.). Gricourt Fayet, Francilly-Selency, Lehaucourt, Holnon, Maissemy, Pontru és Pontruet községekkel határos.

## Népesség
A település népességének változása:
| Lakosok száma | 397  | 651  | 761  | 845  | 959  | 989  | 980  | 953  | 945  | 1000 |
|               | 1968 | 1982 | 1990 | 2006 | 2013 | 2015 | 2017 | 2019 | 2020 | 2022 |